# Mikkjel Fønhus
Mikkjel Fønhus (né le 14 mars 1894 - mort le 28 octobre 1973) est un journaliste et romancier Norvégien.

## Carrière
Fønhus fait ses débuts littéraires avec le roman Skoggangsmand en 1917, un récit à propos d'un hors-la-loi. Il se révèle avec son ouvrage suivant Der Vildmarken suser (1919), inspiré par Jack London et son roman L'Appel de la forêt. Ensuite viendront Det skriker fra Kverrvilljuvet (1920) et Troll-Elgen (1921). Ces trois livres se déroulent tous dans la nature sauvage, à proximité du monde animal. En 1922, il publie Under polarlyset.